# Echiniscus quitensis
Espèce
Echiniscus quitensis est une espèce de tardigrades de la famille des Echiniscidae. 

## Distribution
Cette espèce est endémique d'Équateur.

## Étymologie
Son nom d'espèce, composé de quit[o] et du suffixe latin -ensis, « qui vit dans, qui habite », lui a été donné en référence au lieu de sa découverte, Quito.

## Publication originale
- Pilato, 2007 : Echiniscus quitensis, a new species of tardigrade from Ecuador (Heterotardigrada: Echiniscidae). Zootaxa, no 1189, p. 55-60.